# Primer ministro de la república de Crimea
El primer ministro de la república de Crimea, oficialmente presidente del Consejo de Ministros de la república de Crimea (en ucraniano: Прем'єр-міністр Автономної республіки Крим; en ruso: Председатель Совета министров Автономной Республики Крым; en tártaro crimeo: Qırım Muhtar Cumhuriyetiniñ Baş Naziri) es el jefe de Gobierno de la república de Crimea, república de la Federación de Rusia. El 27 de febrero de 2014 el parlamento crimeo, ocupado por fuerzas armadas prorrusas, votó a Serguéi Aksiónov, diputado de Rusia Unida, como nuevo jefe de Gobierno. El nombramiento fue declarado inconstitucional por las autoridades de Kiev.